# 김영삼 (1975년)
김영삼(金永三, 1975년 6월 29일 ~ )은 전라북도 정읍시 출신의 대한민국 치과의사 겸 개그맨이다.

## 생애
전라북도 정읍에서 태어나서 어린 시절을 그곳에서 보냈으며 2000년 전북대학교 치의학과를 졸업하고 동 대학원 박사과정을 수료하였다.
1999년 뮤지컬 배우 첫 데뷔하였고 1년 후 2000년 연극배우 데뷔하였으며 이듬해 2001년 KBS 공채 16기 개그맨으로 정식 입사하여 여러 프로그램에 출연하며 활발한 활동을 하였으며 2002년 서울특별시 강남역 인근에 사람사랑치과를 개원하였다.
현재는 개그맨 활동보다는 사람사랑치과 원장으로 일하면서 본업인 치과의사 업무에만 전념하고 있다. 사람사랑치과는 2020년 현재 전국 9개 지점이 있다.
김병만과 친구지간이다.

### 프로필
- 전북대학교 치과대학 치의학박사
- 토론토 치과대학 치주-임플란트 CE코스 수료 (3개월)
- UCLA 치과대학 치주(잇몸)과 임상지도의 (1년)
- 강남 사람사랑 치과병원 병원장
- 2005 헤럴드경제 선정 엘리트 경영대상 수상
- Dentphoto 엔도포어 임플란트 연구회 운영
- 국제 임플란트학회 한국지부(ICOI KOREA) 학술이사
- 구강악안면 임플란트 학회 정회원
- 현) 전북대학교 치과대학 외래 조교수
- 현) 중앙대학교 의료원 외래교수
- 현) 서울치의학교육원 임상강사
- 현) 오스템 임플란트 패컬티
- 현) 대한치과의사협회 건강보험위원
- 현) 강남레옹치과 원장

## 저서
- 이빨은 왜 썩을까? (안다박사 김박사의 재미있는 치과이야기)
- 안다박사의 알기쉬운 치과치료(대기실에서 환자와 함께하는)
- 치과가기 두려워
- 치과 건강보험청구의 이해